# موتزیغ
موتزیغ (به فرانسوی: Mutzig) یک کمون در فرانسه است که در با-رن واقع شده‌است. موتزیغ ۸٫۰۱ کیلومتر مربع مساحت دارد و ۱۹۳ متر بالاتر از سطح دریا واقع شده‌است.